# Leptoneta lantosquensis
Leptoneta lantosquensis là một loài nhện trong họ Leptonetidae.
Loài này thuộc chi Leptoneta. Leptoneta lantosquensis được miêu tả năm 1987 bởi Dresco.